# Chlorochaeta pulchra
Chlorochaeta pulchra là một loài bướm đêm trong họ Geometridae.